# Radu Muntean
Radu Muntean, né le 8 juin 1971 à Bucarest, est un réalisateur et scénariste roumain.

## Biographie
En 1994, Radu Muntean est diplômé de l’Académie de théâtre et de film de Bucarest. 
Deux ans plus tard, il commence la réalisation par la publicité. Il a d’ailleurs réalisé plus de 300 films publicitaires pour lesquels il a gagné plus de 40 prix dans divers festivals internationaux.
Son premier long-métrage, Furia (2002) est récompensé par le prix du meilleur premier film par l'Union des réalisateurs roumains. Avec ses films suivants, Hârtia va fi albastră (2006) et Boogie (2008), il s'impose comme l'une des figures centrales de la Nouvelle Vague roumaine.
Ses films Mardi, après Noël (2010) et Un etaj mai jos (2015) sont présentés dans la section Un certain regard au Festival de Cannes.

## Filmographie
- 2002 : Furia
- 2006 : Le Papier sera bleu
- 2008 : Boogie
- 2010 : Mardi après Noël (Marți, după Crăciun)
- 2015 : L'Étage du dessous
- 2018 : Alice T.
- 2021 : Întregalde